# Philip Brocklehurst

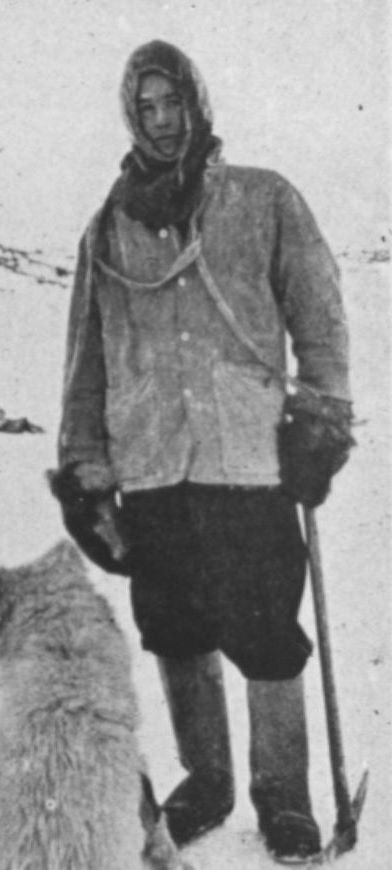
Philip Brocklehurst als Mitglied der Nimrod-Expedition

Sir Philip Lee Brocklehurst, 2. Baronet (* 7. März 1887 in Swythamley Park, Staffordshire, England; † 28. Januar 1975, ebenda) war ein britischer Polarforscher, der an der Nimrod-Expedition (1907–1909) unter der Leitung von Ernest Shackleton teilnahm.

## Leben

### Herkunft und Familie
Die Familie Brocklehurst, deren Ahnenreihe sich bis zur Mitte des 16. Jahrhunderts zurückverfolgen lässt, gehörte zur englischen Gentry. Brocklehursts Großvater, John Brocklehurst (1788–1870), war von 1832 bis 1868 Parlamentsabgeordneter im House of Commons. Am 27. August 1903 wurde seinem Vater, Philip Lancaster Brocklehurst (1827–1904), der erbliche Adelstitel Baronet, of Swythamley Park in the County of Stafford and of Stanhope Terrace in the Parish of Hyde Park in the County of London, verliehen. Beim Tod seines Vaters 1904 erbte Brocklehurst den Titel. Sein jüngerer Bruder, Henry Courtney Brocklehurst (1888–1942), starb im Kriegseinsatz in Burma. Am 9. Juli 1913 heiratete Brocklehurst Gwladys Murray (* 1891), mit der er die beiden Töchter Anne Nina (* 1915) und Pamela Margaret (* 1917) hatte. Die Ehe wurde 1947 geschieden. Nach Brocklehursts Tod ging der Baronet-Titel an seinen Neffen, John Ogilvy Brocklehurst (1926–1981), über, mit dessen Tod die männliche Linie der Familie ausstarb.

### Nimrod-Expedition
Brocklehurst lernte Ernest Shackleton im Jahr 1906 noch während seiner Studienzeit an der Trinity Hall, Cambridge kennen. Er sicherte sich seine Teilnahme an der Nimrod-Expedition (1907–1909) durch die Freundschaft zu Shackleton und einen finanziellen Beitrag in Höhe von £ 2000 (heute: £ 225.000). Hierdurch wurde Brocklehurst zum ersten zahlenden Teilnehmer einer Antarktisexpedition. Als jüngstes Expeditionsmitglied bestand seine Aufgabe darin, dem Geologen Raymond Priestley zu assistieren. Brocklehurst gehörte zur sechsköpfigen Mannschaft, der im März 1908 die Erstbesteigung von Mount Erebus auf der Ross-Insel gelang. Im Gegensatz zu seinen fünf Begleitern erreichte er selbst den Hauptgipfel wegen Erfrierungen an den Füßen jedoch nicht. Nach der Rückkehr ins Basislager am Cape Royds musste ihm ein großer Zeh wegen Wundbrand amputiert werden. Hierdurch war es ihm entgegen anderslautender Planung nicht vergönnt, an Shackletons Marsch Richtung Südpol teilzunehmen. Trotz der Verletzung nahm er aber gemeinsam mit Priestley und Bertram Armytage an Erkundungsmärschen zum Ferrar-Gletscher und ins Taylor Valley teil. Für seine Verdienste während der Nimrod-Expedition wurde Brocklehurst mit der silbernen Polarmedaille geehrt. Zudem ist Mount Brocklehurst nach ihm benannt, ein Berg im ostantarktischen Viktorialand.

### Zeit nach der Nimrod-Expedition
Die Freundschaft zu Ernest Shackleton blieb auch nach Abschluss der Forschungsreise bestehen. 1913 war jener Trauzeuge bei Brocklehursts Hochzeit. Jedoch kehrte Brocklehurst im Gegensatz zu Shackleton nie wieder in die Antarktis zurück.
Bei Beginn des Ersten Weltkriegs gehörte er zur Derbyshire Imperial Yeomanry und wurde zu den Life Guards einberufen. Von 1918 bis 1920 diente er in der Ägyptischen Armee. Im Jahr 1924 wurde er in den Brevet-Rang eines Oberstleutnants erhoben. Im Zweiten Weltkrieg hatte er das Kommando über das 2. Regiment der Handelsbrigade der Arabischen Legion und diente unter John Bagot Glubb in Palästina und Transjordanien.
Nach dem Kriegsende zog sich Brocklehurst auf sein Anwesen in Staffordshire zurück, wo er 1975 als letzter Überlebender der Nimrod-Expedition 87-jährig starb.

## Skurriles
- Sein während der Nimrod-Expedition amputierter und in Spiritus konservierter Zeh diente zunächst als Anschauungsobjekt in einem Londoner Krankenhaus, bis Brocklehurst ihn schließlich nach Swythamley Park holte und ihm einen Ehrenplatz auf einem Kaminsims gab. Gerüchten zufolge soll der Zeh nach Brocklehursts Beerdigung beim Leichenschmaus von einem Gast in der Annahme, es handele sich um einen Cocktailsnack, verschluckt worden sein.[1]
- Im Jahr 2000 wurde ein in Brocklehursts Nachlass befindlicher und von ihm angebissener Keks, der zum Proviant auf der Nimrod-Expedition gehörte, für £ 4935 (heute rund £ 9.000; £ 1 = 1,2 €) versteigert.[2]